# Рату Унрэ Унрэ
Рату Унрэ Унрэ (фидж. Udre Udre) — вождь Фиджи, который попал в Книгу рекордов Гиннесса за «наибольший каннибализм». Утверждается, что течение XIX века он съел от 872 до 999 человек, однако некоторые источники дают разные цифры о количестве его жертв; большая часть источников сходится в версии, что он съел около 99 человек. Он откладывал камень после каждого съеденного, которые теперь лежат рядом с его могилой в Ракираки, на севере острова Вити-Леву. По словам его сына, Унрэ Унрэ съедал своих жертв полностью, особое значение придавал головам, а то, что не мог съесть сразу, оставлял на потом. Унрэ Унрэ — полумифический вождь, который побудил создание ложного стереотипа о меланезийцах.